# Kazimierz Kinsner
Kazimierz Kinsner (ur. 15 maja 1924 w Chyrowie, zm. 26 grudnia 1996) – polski inżynier elektryk. Żołnierz Samodzielnej Brygady Strzelców Karpackich. Uczestnik walk pod Tobrukiem, został ranny pod Gazalą, walczył pod Monte Cassino i Bolonią. Za męstwo w działaniach wojennych został
odznaczony Krzyżem Walecznych. Absolwent z 1954 Politechniki Wrocławskiej. Stopień naukowy doktora nauk technicznych nadała mu Rada Wydziału Elektrycznego Politechniki Wrocławskiej w 1962, a doktora habilitowanego w 1968 r. Od 1986 profesor na Wydziale Elektrycznym Politechniki Wrocławskiej. Odznaczony został Krzyżem Kawalerskim Orderu Odrodzenia Polski, Medalem Komisji Edukacji Narodowej Narodowej, Odznaką Budowniczego Wrocławia, Złotą Odznaką Politechniki Wrocławskiej.
Został pochowany na Cmentarzu Świętej Rodziny we Wrocławiu.

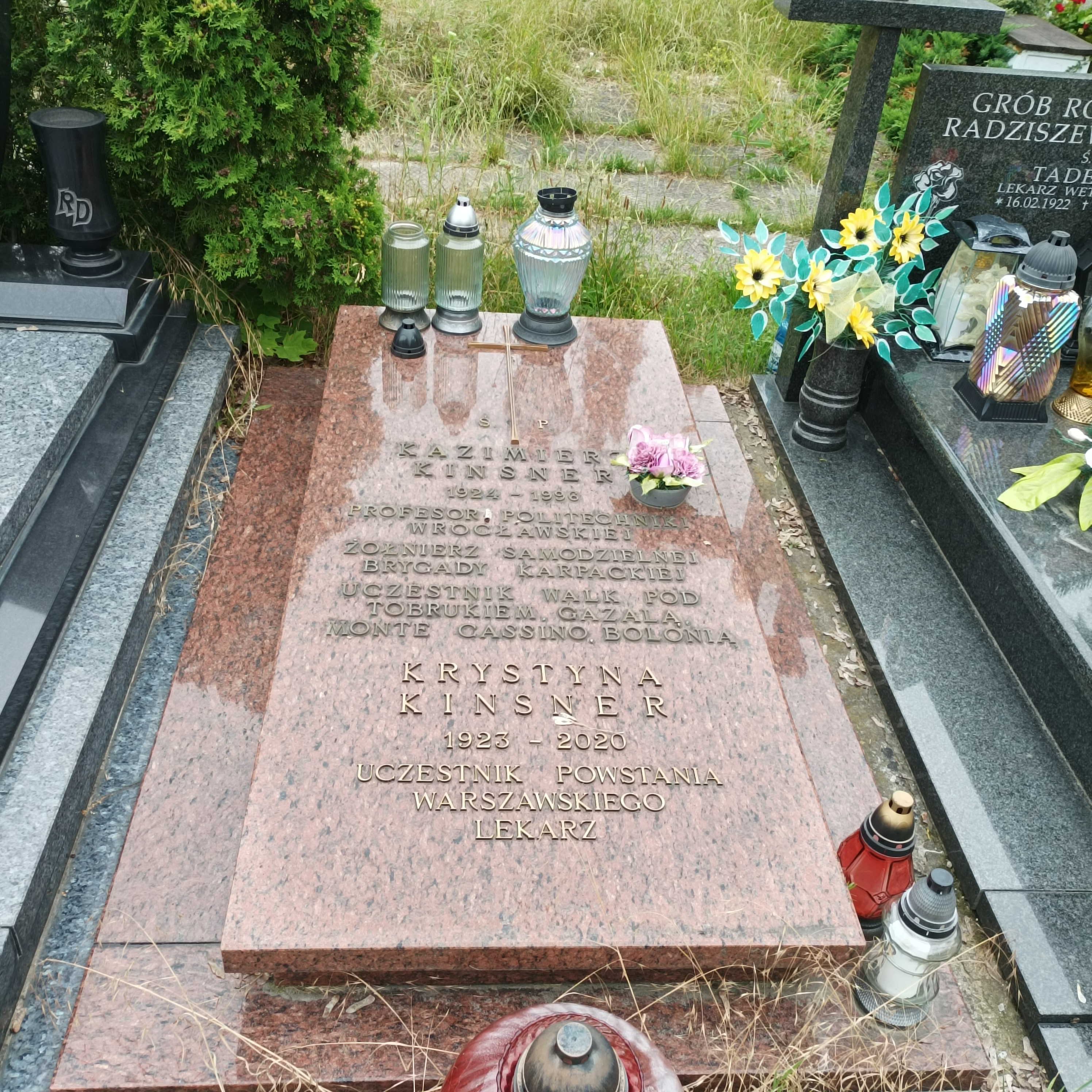
Grób prof. Kazimierza Kinsnera na Cmentarzu Świętej Rodziny we Wrocławiu